# Rod Stewart

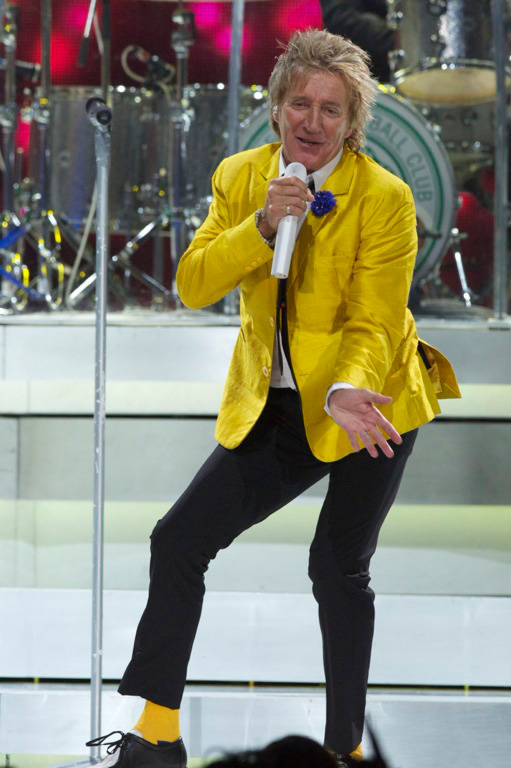
Rod Stewart, 2014

Sir Roderick David „Rod“ Stewart, CBE (* 10. Januar 1945 in Highgate) ist ein britischer Rock- und Pop-Sänger. Er gehört mit mehr als 250 Millionen verkauften Tonträgern zu den erfolgreichsten britischen Sängern. Vom Rolling Stone wurde er auf Rang 59 der 100 größten Sänger aller Zeiten gewählt. In den USA rangiert er in der Rangliste der männlichen Interpreten mit den meisten Albumverkäufen auf Platz 14. Einige seiner bekanntesten Songs sind Sailing, Baby Jane, Da Ya Think I’m Sexy?, Every Beat of My Heart, Maggie May, I Don’t Want to Talk About It und Rhythm of My Heart.

## Leben und Werdegang

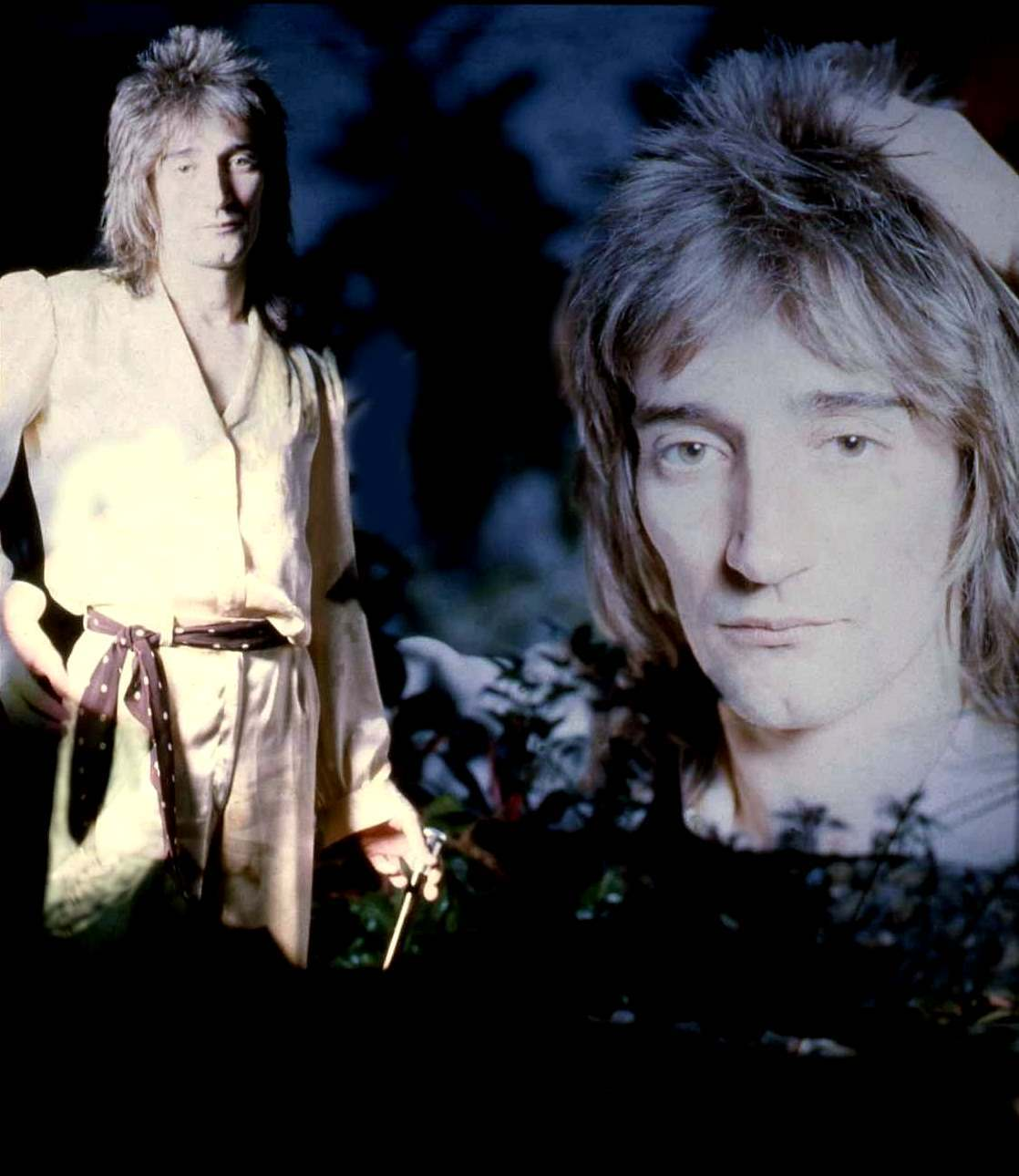
Rod Stewart, 1972

Stewart wurde 1945 in England als Sohn schottischer Zuwanderer im Londoner Arbeiterviertel Highgate geboren. Wie sein Vater war er vom Fußball begeistert. Im Juni 2022 veröffentlichte er auf seinem YouTube-Kanal ein Musikvideo zu dem Song Touchline, der eine Hommage an seinen Vater darstellt und die Zeit zeigt, als er aktiver Fußballspieler war. Ursprünglich wollte er Profifußballspieler werden und unterschrieb mit 16 Jahren einen Vorvertrag. Als es jedoch nicht zu einer Fußballkarriere kam, besuchte er nach seiner Schulzeit die Londoner Kunstakademie. Er bedruckte Seidenstoffe und jobbte eine Zeit lang als Totengräber. 
Während der 1960er Jahre sang er bei Jimmy Powell and the Five Dimensions, Long John Baldrys Hoochie Coochie Men, The Soul Agents, Shotgun Express, The Steampacket und ab 1967 bei der Jeff Beck Group. Seine erste Single (Good Morning Little Schoolgirl) nahm er 1964 in London auf, worauf weitere Singles folgten. 1967 sang er eine Demo-Version von In a Broken Dream von Python Lee Jackson. Nach Stewarts ersten Soloerfolgen veröffentlichte die australische Gruppe das Lied 1972 mit Stewarts Gesangsparts, ohne ihn als Sänger zu nennen. 
Im Jahr 1969 wurde er Leadsänger der mit ihm zu den Faces umformierten Small Faces – mit seinem Freund Ron Wood war Stewart nach Querelen mit Jeff Beck zusammen zu den Faces gewechselt. Diese frühen Aufnahmen Stewarts sind vom Blues geprägt. Der Blueseinfluss trat im Laufe seiner Karriere zugunsten eines weicheren und gefälligeren Gesangs in den Hintergrund. Markenzeichen Rod Stewarts blieb jedoch seine „rauchig-sanfte Stimme“. Zu seinem Image gehörten auch die struppige Frisur; Stewart sagte: „Musik ist ein Produkt, sie muss verkauft werden. Also zählt das Image und nicht, was man singt.“

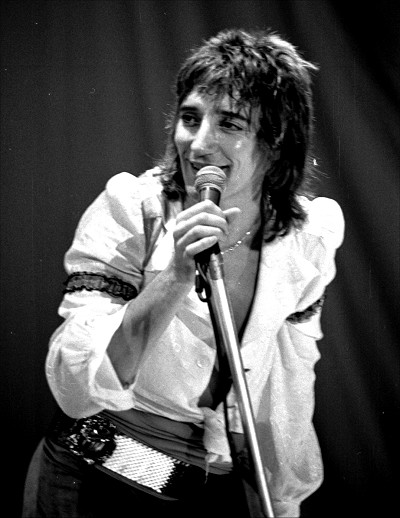
Rod Stewart, 1976

1969 nahm Stewart An Old Raincoat Won’t Ever Let You Down, sein erstes Soloalbum, auf. In Nordamerika wurde es als The Rod Stewart Album veröffentlicht. 1970 erschien das Album Gasoline Alley. Erst mit seinem dritten Album Every Picture Tells a Story etablierte er sich 1971 als Solokünstler. Das Album wurde in der Umfrage der Musikzeitschrift Rolling Stone auf Platz 171 der 500 besten Alben aller Zeiten gewählt.
Sowohl die Singleauskopplung Maggie May als auch das Album wurden gleichzeitig Nummer eins in Großbritannien und den USA. Ron Wood unterstützte Stewart beim Songwriting für die ersten Soloalben. Bei manchen Liedern übernahmen die gemäß Wieland Harms „immer mehr zur Begleittruppe degradierten“ Faces die musikalische Begleitung.

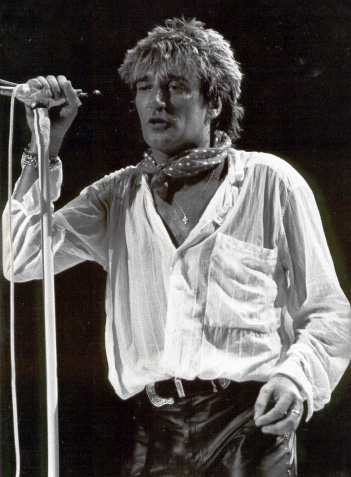
Rod Stewart, 1986

Der von Gavin Sutherland 1972 geschriebene Titel Sailing, der sich 1975 17 Wochen in den deutschen Charts hielt, verhalf Stewart auch in der Bundesrepublik Deutschland und in der Schweiz zum Durchbruch. 1983 wurde der Song Baby Jane Nummer eins in Deutschland und erhielt eine Goldene Schallplatte. Die von Trevor Horn produzierte Version Stewarts von Downtown Train bescherte dem Verfasser des Stücks, Tom Waits, 1990 Tantiemen-Einnahmen, die dieser mit dem Original nicht annähernd erzielte. Ebenso verwendete Stewart von Tom Waits Tom Traubert’s Blues (Waltzing Matilda) und machte daraus einen Welthit. 
1993 erschien eine MTV-Unplugged-Aufzeichnung von Stewart. 1994 wurde er in die Rock and Roll Hall of Fame aufgenommen. 2002 veröffentlichte Stewart eine Sammlung mit Jazz-Standards unter dem Titel It Had to Be You… The Great American Songbook. Nach dem Erfolg des Albums und mehrfacher Platinauszeichnung veröffentlichte er vier Nachfolgealben mit diesem Material; insgesamt wurden die Great-American-Songbook-Alben weltweit mehr als 17 Millionen Mal verkauft.
2007 wurde er wegen seiner Verdienste um die Musik zum Commander of the Order of the British Empire ernannt. An seinen Namen kann er den Namenszusatz CBE anfügen. 2010 beteiligte sich Stewart an dem Benefizprojekt Helping Haiti von Simon Cowell.
Im Juni 2016 wurde er für seine langjährigen Erfolge in der Musikbranche sowie seinen Einsatz für verschiedene wohltätige Zwecke von Elisabeth II. als Knight Bachelor geadelt und darf seither den Zusatz Sir vor seinen Namen stellen. Den Ritterschlag erhielt er am 11. Oktober 2016 von Prinz William.

## Privatleben

### Familie
Stewart hat acht Kinder von fünf Frauen. 1964 bekam er mit der Malerin Susannah Boffey eine Tochter, die zur Adoption freigegeben wurde. Mit seiner ersten Ehefrau Alana Hamilton (⚭ 1979–1984) bekam Stewart eine weitere Tochter (* 1979) und einen Sohn (* 1980). Mit dem Model Kelly Emberg hat Stewart ebenfalls eine Tochter (* 1987). Seine zweite Ehefrau Rachel Hunter (⚭ 1990–2006) brachte 1992 eine Tochter und 1994 Sohn Liam zur Welt. Mit seiner dritten Ehefrau Penny Lancaster, die er im Juni 2007 heiratete, bekam Stewart 2005 und 2011 zwei weitere Söhne.

### Krankheit
1999 erkrankte Stewart an Schilddrüsenkrebs, den er im Juli 2000 operieren ließ. Die Operation drohte seine charakteristische „Reibeisenstimme“ zu zerstören. Stewart musste nach der Krebstherapie das Singen wieder erlernen. Seit der Krebserkrankung engagiert sich Stewart in der City of Hope Foundation, die die Krebsforschung unterstützt. Im September 2019 gab er bekannt, dass bei ihm 2016 Prostatakrebs diagnostiziert worden war.

## Diskografie
Studioalben

| Jahr | Titel                                                           | Höchstplatzierung, Gesamtwochen/‑monate, AuszeichnungChartplatzierungen (Jahr, Titel, Platzierungen, Wochen/Monate, Auszeichnungen, Anmerkungen) | Höchstplatzierung, Gesamtwochen/‑monate, AuszeichnungChartplatzierungen (Jahr, Titel, Platzierungen, Wochen/Monate, Auszeichnungen, Anmerkungen) | Höchstplatzierung, Gesamtwochen/‑monate, AuszeichnungChartplatzierungen (Jahr, Titel, Platzierungen, Wochen/Monate, Auszeichnungen, Anmerkungen) | Höchstplatzierung, Gesamtwochen/‑monate, AuszeichnungChartplatzierungen (Jahr, Titel, Platzierungen, Wochen/Monate, Auszeichnungen, Anmerkungen) | Höchstplatzierung, Gesamtwochen/‑monate, AuszeichnungChartplatzierungen (Jahr, Titel, Platzierungen, Wochen/Monate, Auszeichnungen, Anmerkungen) | Anmerkungen                                                                                              |
| Jahr | Titel                                                           | DE | AT | CH | UK | US | Anmerkungen                                                                                              |
| ---- | --------------------------------------------------------------- | --- | --- | --- | --- | --- | --- |
| 1969 | An Old Raincoat Won’t Ever Let You Down / The Rod Stewart Album | — | — | — | — | US139 (27 Wo.)US | Erstveröffentlichung: November 1969                                                                      |
| 1970 | Gasoline Alley                                                  | — | — | — | UK62 (1 Wo.)UK | US27 (57 Wo.)US | Erstveröffentlichung: Juni 1970                                                                          |
| 1971 | Every Picture Tells a Story                                     | DE23 (3 Mt.)DE | — | — | UK1 Gold · (81 Wo.)UK | US1 Platin · (52 Wo.)US | Erstveröffentlichung: Mai 1971 Verkäufe: + 1.120.000 Nummer 127 der Rolling-Stone-500                    |
| 1972 | Never a Dull Moment                                             | DE37 (3 Mt.)DE | — | — | UK1 (36 Wo.)UK | US2 Gold · (36 Wo.)US | Erstveröffentlichung: 21. Juli 1972 Verkäufe: + 1.512.500                                                |
| 1974 | Smiler                                                          | — | — | — | UK1 Gold · (20 Wo.)UK | US13 (14 Wo.)US | Erstveröffentlichung: 4. Oktober 1974 Verkäufe: + 100.000                                                |
| 1975 | Atlantic Crossing                                               | DE11 Gold · (7 Mt.)DE | — | — | UK1 Platin · (90 Wo.)UK | US9 Gold · (29 Wo.)US | Erstveröffentlichung: 15. August 1975 Verkäufe: + 1.410.000                                              |
| 1976 | A Night on the Town                                             | DE29 (7 Mt.)DE | — | — | UK1 Platin · (47 Wo.)UK | US2 ×2Doppelplatin · (57 Wo.)US | Erstveröffentlichung: 18. Juni 1976 Verkäufe: + 2.970.000                                                |
| 1977 | Foot Loose and Fancy Free                                       | DE34 (1 Mt.)DE | — | — | UK3 Platin · (26 Wo.)UK | US2 ×3Dreifachplatin · (47 Wo.)US | Erstveröffentlichung: 4. November 1977 Verkäufe: + 4.020.000                                             |
| 1978 | Blondes Have More Fun                                           | DE9 Gold · (23 Wo.)DE | AT10 (3 Mt.)AT | — | UK3 Platin · (31 Wo.)UK | US1 ×3Dreifachplatin · (37 Wo.)US | Erstveröffentlichung: 24. November 1978 Verkäufe: + 3.930.000                                            |
| 1980 | Foolish Behaviour                                               | DE23 (20 Wo.)DE | AT14 (2½ Mt.)AT | — | UK4 Platin · (13 Wo.)UK | US12 Platin · (21 Wo.)US | Erstveröffentlichung: 21. November 1980 Verkäufe: + 1.520.000                                            |
| 1981 | Tonight I’m Yours                                               | DE42 (6 Wo.)DE | — | — | UK8 Gold · (21 Wo.)UK | US11 Platin · (31 Wo.)US | Erstveröffentlichung: 6. November 1981 Verkäufe: + 1.370.000                                             |
| 1983 | Body Wishes                                                     | DE2 Platin · (35 Wo.)DE | AT7 (4 Mt.)AT | CH7 (6 Wo.)CH | UK5 Gold · (27 Wo.)UK | US30 (22 Wo.)US | Erstveröffentlichung: 10. Juni 1983 Verkäufe: + 850.000                                                  |
| 1984 | Camouflage                                                      | DE6 (19 Wo.)DE | AT5 (3½ Mt.)AT | CH7 (13 Wo.)CH | UK8 Silber · (17 Wo.)UK | US18 Gold · (35 Wo.)US | Erstveröffentlichung: 18. Juni 1984 Verkäufe: + 610.000                                                  |
| 1986 | Every Beat of My Heart                                          | DE4 Gold · (26 Wo.)DE | AT2 Gold · (7½ Mt.)AT | CH5 Gold · (20 Wo.)CH | UK5 Gold · (17 Wo.)UK | US28 (19 Wo.)US | Erstveröffentlichung: 23. Juni 1986 In US unter dem Titel Rod Stewart veröffentlicht Verkäufe: + 500.000 |
| 1988 | Out of Order                                                    | DE6 (21 Wo.)DE | AT10 (2 Mt.)AT | CH7 (10 Wo.)CH | UK11 Gold · (8 Wo.)UK | US20 ×2Doppelplatin · (72 Wo.)US | Erstveröffentlichung: 23. Mai 1988 Verkäufe: + 2.810.000                                                 |
| 1991 | Vagabond Heart                                                  | DE3 Platin · (39 Wo.)DE | AT5 Gold · (23 Wo.)AT | CH2 Platin · (31 Wo.)CH | UK2 Platin · (27 Wo.)UK | US10 Platin · (81 Wo.)US | Erstveröffentlichung: 25. März 1991 Verkäufe: + 2.700.000                                                |
| 1995 | A Spanner in the Works                                          | DE9 (16 Wo.)DE | AT13 (9 Wo.)AT | CH15 (12 Wo.)CH | UK4 Gold · (13 Wo.)UK | US35 Gold · (16 Wo.)US | Erstveröffentlichung: 29. Mai 1995 Verkäufe: + 807.500                                                   |
| 1998 | When We Were the New Boys                                       | DE16 (12 Wo.)DE | AT14 (12 Wo.)AT | — | UK2 Gold · (13 Wo.)UK | US44 (14 Wo.)US | Erstveröffentlichung: 28. Mai 1998 Verkäufe: + 100.000                                                   |
| 2001 | Human                                                           | DE9 (7 Wo.)DE | AT19 (6 Wo.)AT | CH36 (6 Wo.)CH | UK9 Gold · (9 Wo.)UK | US50 (8 Wo.)US | Erstveröffentlichung: 12. März 2001 Verkäufe: + 100.000                                                  |
| 2002 | It Had to Be You… The Great American Songbook                   | DE26 (15 Wo.)DE | AT41 (10 Wo.)AT | CH81 (2 Wo.)CH | UK8 ×2Doppelplatin · (29 Wo.)UK | US4 ×3Dreifachplatin · (86 Wo.)US | Erstveröffentlichung: 22. Oktober 2002 Verkäufe: + 4.352.500                                             |
| 2003 | As Time Goes By… The Great American Songbook Vol. II            | DE46 (4 Wo.)DE | — | CH79 (1 Wo.)CH | UK4 ×2Doppelplatin · (19 Wo.)UK | US2 ×2Doppelplatin · (64 Wo.)US | Erstveröffentlichung: 14. Oktober 2003 Verkäufe: + 3.252.500                                             |
| 2004 | Stardust… The Great American Songbook Vol. III                  | — | — | — | UK3 Platin · (21 Wo.)UK | US1 Platin · (34 Wo.)US | Erstveröffentlichung: 19. Oktober 2004 Grammy (bestes Album Traditional Pop) Verkäufe: + 1.522.500       |
| 2005 | Thanks for the Memory… The Great American Songbook Vol. IV      | DE59 (3 Wo.)DE | — | — | UK3 Platin · (12 Wo.)UK | US2 Platin · (24 Wo.)US | Erstveröffentlichung: 18. Oktober 2005 Verkäufe: + 1.560.000                                             |
| 2006 | Still the Same… Great Rock Classics of Our Time                 | DE8 (9 Wo.)DE | AT11 (7 Wo.)AT | CH19 (8 Wo.)CH | UK4 Platin · (12 Wo.)UK | US1 Gold · (21 Wo.)US | Erstveröffentlichung: 10. Oktober 2006 Verkäufe: + 1.273.000                                             |
| 2009 | Soulbook                                                        | DE33 (3 Wo.)DE | AT37 (5 Wo.)AT | CH46 (3 Wo.)CH | UK9 ×2Doppelplatin · (23 Wo.)UK | US4 (16 Wo.)US | Erstveröffentlichung: 17. Oktober 2009 Verkäufe: + 808.500                                               |
| 2010 | Fly Me to the Moon… The Great American Songbook Vol. V          | DE25 (3 Wo.)DE | AT42 (1 Wo.)AT | CH52 (2 Wo.)CH | UK5 Gold · (12 Wo.)UK | US3 (17 Wo.)US | Erstveröffentlichung: 19. Oktober 2010 Verkäufe: + 215.000                                               |
| 2012 | Merry Christmas, Baby                                           | DE22 (5 Wo.)DE | AT5 (4 Wo.)AT | CH45 (4 Wo.)CH | UK2 ×2Doppelplatin · (28 Wo.)UK | US3 Platin · (18 Wo.)US | Erstveröffentlichung: 30. Oktober 2012 Verkäufe: + 2.071.000                                             |
| 2013 | Time                                                            | DE4 (6 Wo.)DE | AT7 (4 Wo.)AT | CH12 (5 Wo.)CH | UK1 ×2Doppelplatin · (42 Wo.)UK | US7 (8 Wo.)US | Erstveröffentlichung: 3. Mai 2013 Verkäufe: + 640.000                                                    |
| 2015 | Another Country                                                 | DE7 (9 Wo.)DE | AT14 (3 Wo.)AT | CH19 (5 Wo.)CH | UK2 Platin · (22 Wo.)UK | US20 (3 Wo.)US | Erstveröffentlichung: 23. Oktober 2015 Verkäufe: + 300.000                                               |
| 2018 | Blood Red Roses                                                 | DE12 (4 Wo.)DE | AT18 (2 Wo.)AT | CH18 (2 Wo.)CH | UK1 Gold · (16 Wo.)UK | US62 (1 Wo.)US | Erstveröffentlichung: 28. September 2018 Verkäufe: + 100.000                                             |
| 2021 | The Tears of Hercules                                           | DE17 (4 Wo.)DE | AT23 (1 Wo.)AT | CH27 (3 Wo.)CH | UK5 Silber · (7 Wo.)UK | — | Erstveröffentlichung: 12. November 2021 Verkäufe: + 60.000                                               |

grau schraffiert: keine Chartdaten aus diesem Jahr verfügbar

## Trivia
Im November 2019 wurde durch Medienberichte bekannt, dass Stewart sich seit Jahrzehnten als Modelleisenbahner betätigt. Die Medienberichte gingen überwiegend auf eine Titelgeschichte des britischen Fachmagazins Railway Modeller in der Dezemberausgabe 2019 zurück. Stewart hatte schon 2007 seine Modelleisenbahn regelmäßig in der amerikanischen Zeitschrift Model Railroader vorgestellt. Stewart gab an, den Großteil seiner Modelle sowie seine ungewöhnlich große Modellbahnanlage selbst und nur punktuell mit Unterstützung Dritter gebaut zu haben.

## Dokumentation
- Rod Stewart, Stimme mit Rock und Seele. Regie: Olivier Richard, ARTE F, Frankreich, 53 Minuten, 2025